# Вал д'Арквата (Алесандрија)
Вал д'Арквата је насеље у Италији у округу Алесандрија, региону Пијемонт.
Према процени из 2011. у насељу је живело 34 становника. Насеље се налази на надморској висини од 234 м.